# Tawny Gray
Tawny Gray, també coneguda com a Toin Adams (Kitwe, 1965), és una escultora nascuda a Zàmbia. És una escultora que treballa l'acer, el metacrilat, la fibra de vidre i altres mitjans. Va passar la seva infància i l'adolescència en l'est de Zimbabue ; des de 1980, a Sud-àfrica, on va assistir a una escola experimental, dedicada a les arts visuals i a les arts escèniques. En 1985 es trasllada a Anglaterra, on va començar la seva carrera escultòrica. La seva obra més gran fins avui és l'escultura de 12 metres d'altura, titulada L'Home Verd, encarregada en 2002 per la Custard Factory en Digbeth, Birmingham. Seguida per una altra de 10 metres d'altura titulada The Deluge 2010 en Zellig., que presenta uns cossos caient, també realitzada per la Custard Factory en Digbeth, Birmingham. El 2007 residia a Portugal.